# Sical stuardinus
Sical stuardinus är en insektsart som först beskrevs av Navás 1934.  Sical stuardinus ingår i släktet Sical och familjen myrlejonsländor. Inga underarter finns listade i Catalogue of Life.